# Acrojet
Acrojet (Japans: アクロジェット) is een computerspel dat werd ontwikkeld door MicroProse en uitgegeven door U.S. Gold. Het spel kwam in 1985 uit voor de Commodore 64. Later volgde ook andere populaire homecomputers uit die tijd. Het spel is een vluchtsimulator. Tijdens het spel kunnen acrobatische toeren uitgehaald worden. Het spel kan tot vier spelers gespeeld worden in vier moeilijkheidsgraden.  Het perspectief wordt getoond in de derde persoon. Onder in het scherm bevinden zich een aantal instrumenten, zoals hoogtemeter, kompas, kunstmatige horizon en snelheidsmeter. Bij een spel kunnen een aantal parameters ingesteld worden. Zo kan de speler besluiten in welke weercondities hij vliegt.

## Levels
In het speel vliegt de speler tien missies in een BD5J Acrojet waarbij onder obstakels gevlogen moet worden.
1. Pylon Race
2. Slalom Race
3. Ribbon Cut
4. Inverted Ribbon Cut
5. Ribbon Roll
6. Under Ribbon Race
7. Under Ribbon Loop
8. Spot Landing
9. Flame-Out Landing
10. Cuban Eight

## Platforms
| Jaar | Platform                 |
| ---- | ------------------------ |
| 1985 | Commodore 64             |
| 1987 | Amstrad CPC, ZX Spectrum |
| 1988 | MSX 2, PC-88, PC-98      |

## Ontvangst
| Beoordeeld door                | Jaar | Platform     | Score |
| ------------------------------ | ---- | ------------ | ----- |
| Zzap!                          | 1986 | Commodore 64 | 83%   |
| Computer and Video Games (CVG) | 1986 | Commodore 64 | 80%   |
| Happy Computer                 | 1986 | Commodore 64 | 78%   |
| Commodore Force                | 1993 | Commodore 64 | 69%   |

## Ontwikkeling
Het spel voor de Commodore 64 werd ontwikkeld door William F. Denman Jr. en Edward N. Hill Jr.. Het geluid was van de hand van Sid Meier, die met Denman ook het wetenschappelijke deel van het spel uitzocht.